# Preliminariile Campionatului European de Fotbal 2020
     Echipa s-a calificat la UEFA Euro 2020
     Echipa nu s-a calificat

Echipa s-a calificat la UEFA Euro 2020
Echipa nu s-a calificat

Turneul de calificare la UEFA Euro 2020 a fost o competiție de fotbal care s-a desfășurat între lunile martie 2019 și noiembrie 2020, pentru a determina cele 24 de echipe naționale ale federațiilor membre UEFA care se vor califica la turneul final al CE 2020. Competiția va fi legată de ediția 2018-2019 a Ligii Națiunilor UEFA, oferind țărilor un drum secundar de calificare pentru turneul final. Pentru prima dată din 1976, nicio echipă nu se califică automat la Campionatul European UEFA drept țară gazdă.
55 de echipe naționale participă la procesul de calificare, Kosovo participând pentru prima dată.  Tragerea la sorți a avut loc la Centrul de Convenții Dublin din Irlanda, la 2 decembrie 2018.

## Format
Nu există niciun loc de calificare automat și toate cele 55 de echipe naționale afiliate la UEFA, inclusiv cele 12 echipe naționale ale căror țări vor găzdui meciuri, trebuie să concureze în calificările pentru cele 24 de locuri de la turneul final.  Deoarece orașele gazdă au fost numite de UEFA în septembrie 2014, înainte de calificările UEFA Euro 2020, este posibil ca echipele naționale din orașele gazdă să nu se califice la turneul final.
Odată cu crearea Ligii Națiunilor UEFA începând cu anul 2018, Liga Națiunilor UEFA 2018-19 va fi legată de calificările pentru Euro, oferind echipelor o altă șansă de a se califica pentru UEFA Euro 2020.  Procesul de calificare garantează că cel puțin o echipă din fiecare divizie a sezonului anterior al Ligii Națiunilor se va califica la turneul final (fie direct, fie prin play-off-uri). 

### Faza grupelor
Principalul proces de calificare va începe în martie 2019, și nu la sfârșitul lui 2018 imediat după Cupa Mondială FIFA 2018, și se va încheia în noiembrie 2019. Preliminariile se joacă în etape duble în martie, iunie, septembrie, octombrie și noiembrie 2019. Formatul rămâne în mare parte același, 20 dintre cele 24 de echipe calificate la turneul final fiind decise de faza grupelor. După aderarea Republicii Kosovo la UEFA în mai 2016, s-a anunțat că cele 55 de echipe vor fi distribuite în 10 grupe după terminarea primei faze a Ligii Națiunilor UEFA 2018-19, iar tragerea la sorți se va baza pe ansamblul clasamentului Ligii Națiunilor UEFA 2018-19.  Cinci grupe au cinci echipe și cinci grupe au șase echipe, cele patru participante la finalele Ligii Națiunilor UEFA fiind garantate a fi incluse în grupe de câte cinci (astfel încât să poată finaliza Liga Națiunilor în iunie 2019). Primele două echipe din fiecare din cele 10 grupe se califică pentru Euro 2020.

#### Departajarea
Dacă două sau mai multe echipe au număr egal de puncte după finalizarea meciurilor din grupe, se aplică următoarele criterii de departajare:
1. Numărul mai mare de puncte obținut în meciurile directe între echipele în cauză;
2. Golaverajul superior în meciurile directe între echipele în cauză;
3. Numărul mai mare de goluri marcate în meciurile jucate între echipele în cauză;
4. Numărul mai mare de goluri marcate în deplasare în meciurile jucate între echipele în cauză;
5. Dacă, după ce s-au aplicat criteriile 1-4, mai există echipe aflate la egalitate, dar numărul lor a scăzut, atunci criteriile 1-4 sunt reaplicate exclusiv la meciurile dintre echipele încă aflate la egalitate pentru a determina clasamentul lor final.[a] Dacă această procedură nu duce la o decizie, se aplică criteriile de la 6 la 10;
6. Golaverajul superior pe toate meciurile grupei;
7. Numărul mai mare de goluri înscrise în toate meciurile din grupă;
8. Numărul mai mare de goluri înscrise în deplasare în toate meciurile din grupă;
9. Numărul mai mare de victorii în toate meciurile din grupă;
10. Numărul mai mare de victorii în deplasare în toate meciurile din grupă;
11. Fair play în toate meciurile din grupă (1 punct pentru un singur carton galben, 3 puncte pentru cartonaș roșu ca urmare a două cartonașe galbene, 3 puncte pentru cartonașul roșu direct, 4 puncte pentru un cartonaș roșu direct primit de un jucător care primise deja cartonaș galben în meci);
12. Poziția în clasamentul general al Ligii Națiunilor UEFA.

Note

### Play-offurile
După faza grupelor, urmează un play-off de calificare⁠(d) în martie 2020 pentru a determina celelalte patru echipe care participă la turneul final. Spre deosebire de edițiile anterioare, participantele la play-off nu sunt determinate pe baza rezultatelor din faza grupelor de calificări. În schimb, 16 echipe vor fi selectate în funcție de prestația lor în Liga Națiunilor UEFA 2018-19. Aceste echipe vor fi împărțite în patru căi, fiecare conținând patru echipe, câte o echipă de pe fiecare cale calificându-se pentru turneul final. Fiecare divizie va avea propria cale în play-off dacă există cel puțin patru echipe din acea divizie care nu s-au calificat deja în faza grupelor prin calificările convenționale. Câștigătoarele grupelor Ligii Națiunilor se vor califica automat în turneul de play-off al ligii. În cazul în care o câștigătoare de grupă de Liga Națiunilor s-a calificat deja și prin grupele preliminarii, acesta va fi înlocuită de următoarea echipă mai bine clasată din aceeași divizie. Cu toate acestea, dacă nu există suficiente echipe necalificate în aceeași divizie de Liga Națiunilor, atunci locul ei va fi luat de cea mai bună echipă din clasamentul general. Câștigătoarele grupelor nu se pot însă confrunta cu echipe dintr-o divizie superioară.
Fiecare cale de play-off va avea două semifinale cu o singură manșă și o finală cu o singură manșă.  Echipa cea mai bine clasată va juca pe teren propriu cu a patra clasată, iar a doua echipă va juca pe teren propriu cu a treia. Gazda finalei va fi decisă prin tragere la sorți, între câștigătoarele celor două semifinale. Cele patru câștigătoare ale play-offurilor se vor alătura celorlalte 20 de echipe care s-au calificat deja pentru UEFA Euro 2020.

### Criterii pentru clasamentul general
Pentru a determina clasamentul general al calificărilor europene, rezultatele împotriva echipelor de pe locul șase sunt eliminate și se aplică următoarele criterii:
1. Poziția în grupă;
2. Numărul mai mare de puncte;
3. Golaverajul superior;
4. Numărul mai mare de goluri marcate;
5. Numărul mai mare de goluri marcate în deplasare;
6. Numărul mai mare de victorii;
7. Numărul mai mare de victorii în deplasare;
8. Fair-play-ul (1 punct pentru un cartonaș galben, 3 puncte pentru cartonaș roșu ca urmare a două cartonașe galbene, 3 puncte pentru cartonaș roșu direct, 4 puncte pentru cartonașul roșu direct primit de un jucător care avea deja un cartonaș galben în meci);
9. Poziția în clasamentul general al Ligii Națiunilor UEFA.

## Program
Mai jos este programul campaniei de calificare pentru UEFA Euro 2020.
| Faza                       | Etapa      | Datele               |
| -------------------------- | ---------- | -------------------- |
| Faza grupelor preliminarii | Etapa 1    | 21-23 martie 2019    |
| Faza grupelor preliminarii | Etapa 2    | 24-26 martie 2019    |
| Faza grupelor preliminarii | Etapa 3    | 7-8 iunie 2019       |
| Faza grupelor preliminarii | Etapa 4    | 10-11 iunie 2019     |
| Faza grupelor preliminarii | Etapa 5    | 5-7 septembrie 2019  |
| Faza grupelor preliminarii | Etapa 6    | 8-10 septembrie 2019 |
| Faza grupelor preliminarii | Etapa 7    | 10-12 octombrie 2019 |
| Faza grupelor preliminarii | Etapa 8    | 13-15 octombrie 2019 |
| Faza grupelor preliminarii | Etapa 9    | 14-16 noiembrie 2019 |
| Faza grupelor preliminarii | Etapa 10   | 17-19 noiembrie 2019 |
| Playoff-urile              | Semifinale | 26-28 martie 2020    |
| Playoff-urile              | Finala     | 29-31 martie 2020    |

Lista de meciuri a fost confirmată de UEFA la 2 decembrie 2018, în urma tragerii la sorți.

## Tragerea la sorți
Tragerea la sorți a grupelor preliminarii a avut loc la 2 decembrie 2018, ora 12:00 CET (ora 11:00 ora locală) la Centrul de Convenții Dublin⁠(d) din Dublin, Irlanda.  Cele 55 de echipe au fost împărțite în 10 grupe: cinci grupe de câte cinci echipe (grupele A-E) și cinci grupe de șase echipe (grupele F-J).   
Echipele au fost întâi împărțite în urne valorice pe baza clasamentului de ansamblu al Ligii Națiunilor UEFA 2018-19.  Cele patru participante la turneul final al Ligii Națiunilor din 2019⁠(d) (câștigătoarele grupelor diviziei A) din iunie 2019 au fost plasate într-o urnă separată pentru a fi distribuite în grupele A-D care au doar cinci echipe, pentru ca acestea să aibă doar opt meciuri preliminarii și să poată juca finalele Ligii Națiunilor. Următoarele restricții au fost aplicate asistat de calculator:
- Echipe gazdă: Pentru a permite tuturor celor 12 echipe din țările gazdă să aibă șansa de a se califica drept câștigătoare ale grupelor lor, în fiecare grupă au fost plasate maxim două din următoarele naționale: Azerbaidjan, Danemarca, Anglia, Germania, Ungaria, Italia, Olanda, Irlanda, România, Rusia, Scoția, Spania.
- Confruntări politice: Următoarele perechi de echipe nu au putut fi incluse în același grup din cauza conflictelor politice: Gibraltar/Spania, Kosovo/Bosnia și Herțegovina, Kosovo/Serbia.  (mai există și alte astfel de perechi: Armenia/Azerbaijan și Rusia/Ucraina; dar aceste echipe se aflau deja oricum în aceleași urne valorice.)
- Locații de iarnă: În fiecare grup au fost plasate maximum două echipe identificate drept locuri cu risc ridicat sau mediu de condiții severe de iarnă: Belarus, Estonia, Insulele Feroe, Finlanda, Islanda, Letonia, Lituania, Norvegia, Rusia, Ucraina. 
  - Cele trei „locații de iarnă grea” (Insulele Feroe, Finlanda, Islanda) nu pot găzdui jocuri în martie sau în noiembrie; celelalte vor juca cât mai puține meciuri acasă în martie și noiembrie.
- Deplasări la distanțe excesive: În fiecare grupă au fost plasate maxim o pereche de echipe identificate ca producând distanțe excesive de deplasare în raport cu alte țări: 
  - Azerbaidjan: cu Islanda, Portugalia. (Și Gibraltar a fost identificată ca deplasare excesivă pentru Azerbaidjan, dar echipele se află oricum în aceeași urnă valorică )
  - Islanda: cu Armenia, Cipru, Georgia, Israel.
  - Kazahstan: cu Andorra, Anglia, Franța, Islanda, Malta, Irlanda de Nord, Portugalia, Irlanda, Scoția, Spania, Țara Galilor. (Și Insulele Feroe și Gibraltar au fost identificate ca deplasări excesive pentru Kazahstan, dar echipele se află oricum în aceeași urnă valorică.)

### Urnele valorice
Echipele au fost împărțite în urne valorice pe baza clasamentului general al Ligii Națiunilor UEFA din noiembrie 2018. Echipele cu caractere cursive sunt gazde ale turneului final. 
| Echipa        | Poziția |
| ------------- | ------- |
| Elveția       | 1       |
| Portugalia    | 2       |
| Țările de Jos | 3       |
| Anglia        | 4       |

| Echipa  | Poziția |
| ------- | ------- |
| Belgia  | 5       |
| Franța  | 6       |
| Spania  | 7       |
| Italia  | 8       |
| Croația | 9       |
| Polonia | 10      |

| Echipa                | Poziția |
| --------------------- | ------- |
| Germania              | 11      |
| Islanda               | 12      |
| Bosnia și Herțegovina | 13      |
| Ucraina               | 14      |
| Danemarca             | 15      |
| Suedia                | 16      |
| Rusia                 | 17      |
| Austria               | 18      |
| Țara Galilor          | 19      |
| Cehia                 | 20      |

| Echipa            | Poziția |
| ----------------- | ------- |
| Slovacia          | 21      |
| Turcia            | 22      |
| Republica Irlanda | 23      |
| Irlanda de Nord   | 24      |
| Scoția            | 25      |
| Norvegia          | 26      |
| Serbia            | 27      |
| Finlanda          | 28      |
| Bulgaria          | 29      |
| Israel            | 30      |

| Echipa     | Poziția |
| ---------- | ------- |
| Ungaria    | 31      |
| România    | 32      |
| Grecia     | 33      |
| Albania    | 34      |
| Muntenegru | 35      |
| Cipru      | 36      |
| Estonia    | 37      |
| Slovenia   | 38      |
| Lituania   | 39      |
| Georgia    | 40      |

| Echipa            | Poziția |
| ----------------- | ------- |
| Macedonia de Nord | 41      |
| Kosovo            | 42      |
| Belarus           | 43      |
| Luxemburg         | 44      |
| Armenia           | 45      |
| Azerbaidjan       | 46      |
| Kazahstan         | 47      |
| Republica Moldova | 48      |
| Gibraltar         | 49      |
| Insulele Feroe    | 50      |

| Echipa        | Poziția |
| ------------- | ------- |
| Letonia       | 51      |
| Liechtenstein | 52      |
| Andorra       | 53      |
| Malta         | 54      |
| San Marino    | 55      |

## Grupe
Meciurile au avut loc între 21 martie și 19 noiembrie 2019.

### Grupa A
| Loc | Echipa       | MJ | V | E | Î | GM | GP | DG  | Pct | Calificare                  |     | Anglia | Cehia | Kosovo | Bulgaria | Muntenegru |
| --- | ------------ | -- | - | - | - | -- | -- | --- | --- | --------------------------- | --- | ------ | ----- | ------ | -------- | ---------- |
| 1   | Anglia       | 8  | 7 | 0 | 1 | 37 | 6  | +31 | 21  | Calificare la turneul final |     | —      | 5–0   | 5–3    | 4–0      | 7–0        |
| 2   | Cehia        | 8  | 5 | 0 | 3 | 13 | 11 | +2  | 15  | Calificare la turneul final |     | 2–1    | —     | 2–1    | 2–1      | 3–0        |
| 3   | Kosovo (X)   | 8  | 3 | 2 | 3 | 13 | 16 | −3  | 11  |                             |     | 0–4    | 2–1   | —      | 1–1      | 2–0        |
| 4   | Bulgaria (X) | 8  | 1 | 3 | 4 | 6  | 17 | −11 | 6   |                             | 0–6 | 1–0    | 2–3   | —      | 1–1      |            |
| 5   | Muntenegru   | 8  | 0 | 3 | 5 | 3  | 22 | −19 | 3   |                             | 1–5 | 0–3    | 1–1   | 0–0    | —        |            |

### Grupa B
| Loc | Echipa     | MJ | V | E | Î | GM | GP | DG  | Pct | Calificare                  |     | Ucraina | Portugalia | Serbia | Luxemburg | Lituania |
| --- | ---------- | -- | - | - | - | -- | -- | --- | --- | --------------------------- | --- | ------- | ---------- | ------ | --------- | -------- |
| 1   | Ucraina    | 8  | 6 | 2 | 0 | 17 | 4  | +13 | 20  | Calificare la turneul final |     | —       | 2–1        | 5–0    | 1–0       | 2–0      |
| 2   | Portugalia | 8  | 5 | 2 | 1 | 22 | 6  | +16 | 17  | Calificare la turneul final |     | 0–0     | —          | 1–1    | 3–0       | 6–0      |
| 3   | Serbia (X) | 8  | 4 | 2 | 2 | 17 | 17 | 0   | 14  |                             |     | 2–2     | 2–4        | —      | 3–2       | 4–1      |
| 4   | Luxemburg  | 8  | 1 | 1 | 6 | 7  | 16 | −9  | 4   |                             | 1–2 | 0–2     | 1–3        | —      | 2–1       |          |
| 5   | Lituania   | 8  | 0 | 1 | 7 | 5  | 25 | −20 | 1   |                             | 0–3 | 1–5     | 1–2        | 1–1    | —         |          |

### Grupa C
| Loc | Echipa              | MJ | V | E | Î | GM | GP | DG  | Pct | Calificare                  |     | Germania | Țările de Jos | Irlanda de Nord | Belarus | Estonia |
| --- | ------------------- | -- | - | - | - | -- | -- | --- | --- | --------------------------- | --- | -------- | ------------- | --------------- | ------- | ------- |
| 1   | Germania            | 8  | 7 | 0 | 1 | 30 | 7  | +23 | 21  | Calificare la turneul final |     | —        | 2–4           | 6–1             | 4–0     | 8–0     |
| 2   | Țările de Jos       | 8  | 6 | 1 | 1 | 24 | 7  | +17 | 19  | Calificare la turneul final |     | 2–3      | —             | 3–1             | 4–0     | 5–0     |
| 3   | Irlanda de Nord (X) | 8  | 4 | 1 | 3 | 16 | 21 | −5  | 13  |                             |     | 0–2      | 0–0           | —               | 2–1     | 2–0     |
| 4   | Belarus (X)         | 8  | 1 | 1 | 6 | 4  | 16 | −12 | 4   |                             | 0–2 | 1–2      | 0–1           | —               | 0–0     |         |
| 5   | Estonia             | 8  | 0 | 1 | 7 | 2  | 26 | −24 | 1   |                             | 0–3 | 0–4      | 1–2           | 1–2             | —       |         |

### Grupa D
| Loc | Echipa                | MJ | V | E | Î | GM | GP | DG  | Pct | Calificare                  |     | Elveția | Danemarca | Republica Irlanda | Georgia | Gibraltar |
| --- | --------------------- | -- | - | - | - | -- | -- | --- | --- | --------------------------- | --- | ------- | --------- | ----------------- | ------- | --------- |
| 1   | Elveția               | 8  | 5 | 2 | 1 | 19 | 6  | +13 | 17  | Calificare la turneul final |     | —       | 3–3       | 2–0               | 1–0     | 4–0       |
| 2   | Danemarca             | 8  | 4 | 4 | 0 | 23 | 6  | +17 | 16  | Calificare la turneul final |     | 1–0     | —         | 1–1               | 5–1     | 6–0       |
| 3   | Republica Irlanda (X) | 8  | 3 | 4 | 1 | 7  | 5  | +2  | 13  |                             |     | 1–1     | 1–1       | —                 | 1–0     | 2–0       |
| 4   | Georgia (X)           | 8  | 2 | 2 | 4 | 7  | 11 | −4  | 8   |                             | 0–2 | 0–0     | 0–0       | —                 | 3–0     |           |
| 5   | Gibraltar             | 8  | 0 | 0 | 8 | 3  | 31 | −28 | 0   |                             | 1–6 | 0–6     | 0–1       | 2–3               | —       |           |

### Grupa E
| Loc | Echipa       | MJ | V | E | Î | GM | GP | DG  | Pct | Calificare                  |     | Croația | Țara Galilor | Slovacia | Ungaria | Azerbaidjan |
| --- | ------------ | -- | - | - | - | -- | -- | --- | --- | --------------------------- | --- | ------- | ------------ | -------- | ------- | ----------- |
| 1   | Croația      | 8  | 5 | 2 | 1 | 17 | 7  | +10 | 17  | Calificare la turneul final |     | —       | 2–1          | 3–1      | 3–0     | 2–1         |
| 2   | Țara Galilor | 8  | 4 | 2 | 2 | 10 | 6  | +4  | 14  | Calificare la turneul final |     | 1–1     | —            | 1–0      | 2–0     | 2–1         |
| 3   | Slovacia (X) | 8  | 4 | 1 | 3 | 13 | 11 | +2  | 13  |                             |     | 0–4     | 1–1          | —        | 2–0     | 2–0         |
| 4   | Ungaria (X)  | 8  | 4 | 0 | 4 | 8  | 11 | −3  | 12  |                             | 2–1 | 1–0     | 1–2          | —        | 1–0     |             |
| 5   | Azerbaidjan  | 8  | 0 | 1 | 7 | 5  | 18 | −13 | 1   |                             | 1–1 | 0–2     | 1–5          | 1–3      | —       |             |

### Grupa F
| Loc | Echipa         | MJ | V | E | Î | GM | GP | DG  | Pct | Calificare                  |     | Spania | Suedia | Norvegia | România | Insulele Feroe | Malta |
| --- | -------------- | -- | - | - | - | -- | -- | --- | --- | --------------------------- | --- | ------ | ------ | -------- | ------- | -------------- | ----- |
| 1   | Spania         | 10 | 8 | 2 | 0 | 31 | 5  | +26 | 26  | Calificare la turneul final |     | —      | 3–0    | 2–1      | 5–0     | 4–0            | 7–0   |
| 2   | Suedia         | 10 | 6 | 3 | 1 | 23 | 9  | +14 | 21  | Calificare la turneul final |     | 1–1    | —      | 1–1      | 2–1     | 3–0            | 3–0   |
| 3   | Norvegia (X)   | 10 | 4 | 5 | 1 | 19 | 11 | +8  | 17  |                             |     | 1–1    | 3–3    | —        | 2–2     | 4–0            | 2–0   |
| 4   | România (X)    | 10 | 4 | 2 | 4 | 17 | 15 | +2  | 14  |                             | 1–2 | 0–2    | 1–1    | —        | 4–1     | 1–0            |       |
| 5   | Insulele Feroe | 10 | 1 | 0 | 9 | 4  | 30 | −26 | 3   |                             | 1–4 | 0–4    | 0–2    | 0–3      | —       | 1–0            |       |
| 6   | Malta          | 10 | 1 | 0 | 9 | 3  | 27 | −24 | 3   |                             | 0–2 | 0–4    | 1–2    | 0–4      | 2–1     | —              |       |

### Grupa G
| Loc | Echipa                | MJ | V | E | Î | GM | GP | DG  | Pct | Calificare                  |     | Polonia | Austria | Macedonia de Nord | Slovenia | Israel | Letonia |
| --- | --------------------- | -- | - | - | - | -- | -- | --- | --- | --------------------------- | --- | ------- | ------- | ----------------- | -------- | ------ | ------- |
| 1   | Polonia               | 10 | 8 | 1 | 1 | 18 | 5  | +13 | 25  | Calificare la turneul final |     | —       | 0–0     | 2–0               | 3–2      | 4–0    | 2–0     |
| 2   | Austria               | 10 | 6 | 1 | 3 | 19 | 9  | +10 | 19  | Calificare la turneul final |     | 0–1     | —       | 2–1               | 1–0      | 3–1    | 6–0     |
| 3   | Macedonia de Nord (X) | 10 | 4 | 2 | 4 | 12 | 13 | −1  | 14  |                             |     | 0–1     | 1–4     | —                 | 2–1      | 1–0    | 3–1     |
| 4   | Slovenia              | 10 | 4 | 2 | 4 | 16 | 11 | +5  | 14  |                             | 2–0 | 0–1     | 1–1     | —                 | 3–2      | 1–0    |         |
| 5   | Israel (X)            | 10 | 3 | 2 | 5 | 16 | 18 | −2  | 11  |                             | 1–2 | 4–2     | 1–1     | 1–1               | —        | 3–1    |         |
| 6   | Letonia               | 10 | 1 | 0 | 9 | 3  | 28 | −25 | 3   |                             | 0–3 | 1–0     | 0–2     | 0–5               | 0–3      | —      |         |

### Grupa H
| Loc | Echipa            | MJ | V | E | Î | GM | GP | DG  | Pct | Calificare                  |     | Franța | Turcia | Islanda | Albania | Andorra | Republica Moldova |
| --- | ----------------- | -- | - | - | - | -- | -- | --- | --- | --------------------------- | --- | ------ | ------ | ------- | ------- | ------- | ----------------- |
| 1   | Franța            | 10 | 8 | 1 | 1 | 25 | 6  | +19 | 25  | Calificare la turneul final |     | —      | 1–1    | 4–0     | 4–1     | 3–0     | 2–1               |
| 2   | Turcia            | 10 | 7 | 2 | 1 | 18 | 3  | +15 | 23  | Calificare la turneul final |     | 2–0    | —      | 0–0     | 1–0     | 1–0     | 4–0               |
| 3   | Islanda (X)       | 10 | 6 | 1 | 3 | 14 | 11 | +3  | 19  |                             |     | 0–1    | 2–1    | —       | 1–0     | 2–0     | 3–0               |
| 4   | Albania           | 10 | 4 | 1 | 5 | 16 | 14 | +2  | 13  |                             | 0–2 | 0–2    | 4–2    | —       | 2–2     | 2–0     |                   |
| 5   | Andorra           | 10 | 1 | 1 | 8 | 3  | 20 | −17 | 4   |                             | 0–4 | 0–2    | 0–2    | 0–3     | —       | 1–0     |                   |
| 6   | Republica Moldova | 10 | 1 | 0 | 9 | 1  | 25 | −24 | 3   |                             | 1–4 | 0–4    | 1–2    | 0–4     | 1–0     | —       |                   |

### Grupa I
| Loc | Echipa     | MJ | V  | E | Î  | GM | GP | DG  | Pct | Calificare                  |     | Belgia | Rusia | Scoția | Cipru | Kazahstan | San Marino |
| --- | ---------- | -- | -- | - | -- | -- | -- | --- | --- | --------------------------- | --- | ------ | ----- | ------ | ----- | --------- | ---------- |
| 1   | Belgia     | 10 | 10 | 0 | 0  | 40 | 3  | +37 | 30  | Calificare la turneul final |     | —      | 3–1   | 3–0    | 6–1   | 3–0       | 9–0        |
| 2   | Rusia      | 10 | 8  | 0 | 2  | 33 | 8  | +25 | 24  | Calificare la turneul final |     | 1–4    | —     | 4–0    | 1–0   | 1–0       | 9–0        |
| 3   | Scoția (X) | 10 | 5  | 0 | 5  | 16 | 19 | −3  | 15  |                             |     | 0–4    | 1–2   | —      | 2–1   | 3–1       | 6–0        |
| 4   | Cipru      | 10 | 3  | 1 | 6  | 15 | 20 | −5  | 10  |                             | 0–2 | 0–5    | 1–2   | —      | 1–1   | 5–0       |            |
| 5   | Kazahstan  | 10 | 3  | 1 | 6  | 13 | 17 | −4  | 10  |                             | 0–2 | 0–4    | 3–0   | 1–2    | —     | 4–0       |            |
| 6   | San Marino | 10 | 0  | 0 | 10 | 1  | 51 | −50 | 0   |                             | 0–4 | 0–5    | 0–2   | 0–4    | 1–3   | —         |            |

### Grupa J
| Loc | Echipa                    | MJ | V  | E | Î | GM | GP | DG  | Pct | Calificare                  |     | Italia | Finlanda | Grecia | Bosnia și Herțegovina | Armenia | Liechtenstein |
| --- | ------------------------- | -- | -- | - | - | -- | -- | --- | --- | --------------------------- | --- | ------ | -------- | ------ | --------------------- | ------- | ------------- |
| 1   | Italia                    | 10 | 10 | 0 | 0 | 37 | 4  | +33 | 30  | Calificare la turneul final |     | —      | 2–0      | 2–0    | 2–1                   | 9–1     | 6–0           |
| 2   | Finlanda                  | 10 | 6  | 0 | 4 | 16 | 10 | +6  | 18  | Calificare la turneul final |     | 1–2    | —        | 1–0    | 2–0                   | 3–0     | 3–0           |
| 3   | Grecia                    | 10 | 4  | 2 | 4 | 12 | 14 | −2  | 14  |                             |     | 0–3    | 2–1      | —      | 2–1                   | 2–3     | 1–1           |
| 4   | Bosnia și Herțegovina (X) | 10 | 4  | 1 | 5 | 20 | 17 | +3  | 13  |                             | 0–3 | 4–1    | 2–2      | —      | 2–1                   | 5–0     |               |
| 5   | Armenia                   | 10 | 3  | 1 | 6 | 14 | 25 | −11 | 10  |                             | 1–3 | 0–2    | 0–1      | 4–2    | —                     | 3–0     |               |
| 6   | Liechtenstein             | 10 | 0  | 2 | 8 | 2  | 31 | −29 | 2   |                             | 0–5 | 0–2    | 0–2      | 0–3    | 1–1                   | —       |               |